# Landkreis Lüchow-Dannenberg
Landkreis Lüchow-Dannenberg ligger i det nordlige Tyskland og er den østligste Landkreis i Niedersachsen. Med sine næsten 50.000 indbyggere[kilde mangler] er kreisen også den mindste landkreis i Forbundsrepublikken. Administrationsby er Lüchow

## Nabokreise
Mod vest grænser Lüchow-Dannenberg op til Landkreis Uelzen, mod nordvest til Landkreis Lüneburg. Mod nord danner Elben grænsen til Mecklenburg-Vorpommern (Landkreis Ludwigslust). Mod øst ligger Brandenburg (Landkreis Prignitz). Mod syd ligger Sachsen-Anhalt (Landkreis Stendal og Altmarkkreis Salzwedel).

## Byer og kommuner
Landkreis Lüchow-Dannenberg er inddelt i  tre Samtgemeinden med i alt  27 kommuner og to Kommunefri områder. 
Landkreisen havde 48424  indbyggere pr.  2018-12-31

Samtgemeinden   og deres kommuner

Administrationsby markeret med  *

| - 1. Samtgemeinde Elbtalaue (20725) 1. Damnatz (291) 2. Dannenberg (Elbe), by * (8200) 3. Göhrde (581) 4. Gusborn (1205) 5. Hitzacker (Elbe), Stadt (4951) 6. Jameln (1074) 7. Karwitz (733) 8. Langendorf (692) 9. Neu Darchau (1383) 10. Zernien (1615) - 2. Samtgemeinde Gartow (3644) 1. Gartow, * (1425) 2. Gorleben (597) 3. Höhbeck (638) 4. Prezelle (420) 5. Schnackenburg, by (564) | - 3. Samtgemeinde Lüchow (Wendland) (24055) 1. Bergen an der Dumme, Flecken (1436) 2. Clenze, (2299) 3. Küsten (1368) 4. Lemgow (1346) 5. Lübbow (805) 6. Lüchow (Wendland), Kreisstadt * (9388) 7. Luckau (Wendland) (542) 8. Schnega (1315) 9. Trebel (972) 10. Waddeweitz (900) 11. Woltersdorf (896) 12. Wustrow (Wendland), Stadt (2788) Kommunefrit område 1. Gartow (50,94 km², ubeboet) 2. Göhrde (51,81 km², ubeboet) |